# 조석호 (정치인)
조석호(1970년 ~ )는 조선민주주의인민공화국의 정치인이다. 내각 수도건설위원회 위원장이다.

## 경력
2005년 수도건설연합총국 시공담당을 거쳐 2006년 평양시건설지도국 부국장에 임명되었다. 2008년 평양시건설지도국 기사장이 되었고 2014년 4월 김인식 후임으로 내각 수도건설위원회 위원장에 임명되었다.